# ارکیده‌های آرنجی
ارکیده‌های آرنجی (نام علمی: Arthrochilus) نام یک سرده از تبار درازگوشان است.